# 章應望
章應望（？—？），字名世，浙江湖州府長興縣人。

## 生平
万历四十六年（1618年）戊午科浙江乡试举人，四十七年（1619年）联捷己未科進士，授福州府推官，历任工部主事、兵部员外郎。崇祯四年以验试武举不力，降四级调外任。
墓在县南周村。

## 家族
父章继孟，赠承德郎工部主事。